# Језеро (Плашки)
Језеро (раније Језеро I (део)) је насељено мјесто у саставу општине Плашки, у сјеверној Лици, Карловачка жупанија, Република Хрватска.

## Географија
Језеро је удаљено око 6 км југоисточно од Плашког.

## Историја
До територијалне реорганизације у Хрватској налазило се у саставу бивше велике општине Огулин. Други део места под називом Језеро II се до територијалне реорганизације у Хрватској налазило у саставу бивше велике општине Слуњ, а на попису 2001. године припојено је насељеном месту Горња Мочила, у општини Раковица. Језеро се од распада Југославије до августа 1995. године налазило у Републици Српској Крајини. Укидањем насеља Језеро II престао је разлог за постојање имена Језеро I (део), па се насеље сада зове Језеро.

## Становништво
Насеље је према попису становништва из 2011. године имало 77 становника.

### Број становника по пописима
| Националност   | 2001. | 1991. | 1981. | 1971. | 1961. | 1953. | 1948. | 1931. | 1921. | 1910. | 1900. | 1890. | 1880. | 1869. | 1857. |
| бр. становника | 57    | 322   | 384   | 432   | 516   | 549   | 680   | 674   | 610   | 609   | 701   | 644   | 683   | 583   | 558   |

- напомене:

До 1953. исказивано под именом Језеро. од 1961. исказује се под именом Језеро I (део). Од 1857. до 1880. те у 1948. садржи део података за насеље Горња Мочила, општина Раковица.

### Национални састав
| Националност       | 2001.       | 1991.        | 1981.        | 1971.      | 1961.        |
| Хрвати             | 30 (52,63%) | 3 (0,93%)    | 1 (0,26%)    | 0          | 3 (0,58%)    |
| Срби               | 27 (47,36%) | 317 (98,44%) | 374 (97,39%) | 432 (100%) | 513 (99,41%) |
| Југословени        | —           | 2 (0,62%)    | 9 (2,34%)    | 0          | 0            |
| остали и непознато | 0           | 0            | 0            | 0          | 0            |
| Укупно             | 57          | 322          | 384          | 432        | 516          |

## Попис 1991.
На попису становништва 1991. године, насељено место Језеро I (део) је имало 322 становника, следећег националног састава:
| Попис 1991.‍ | Попис 1991.‍ | Попис 1991.‍ | Попис 1991.‍ | Попис 1991.‍ |
| ----------- | ----------- | ----------- | ----------- | ----------- |
|             |             |             |             |             |
| Срби        | Срби        |             | 317         | 98,44%      |
| Хрвати      | Хрвати      |             | 3           | 0,93%       |
| Југословени | Југословени |             | 2           | 0,62%       |
| укупно: 322 |             |             |             |             |